# Fuchsbachl
Das Fuchsbachl ist ein rund 2,8 Kilometer langer, linker Nebenfluss des Liebochbaches in der Steiermark. Es entspringt östlich des Hauptortes von Hitzendorf, nordnordwestlich der Rotte Doblegg und fließt zuerst in einen flachen Links- und anschließend in einen flachen Rechtsbogen insgesamt nach Südwesten. Südlich des Ortes Hitzendorf, südsüdwestlich der Rotte Pirka und nordwestlich der Rotte Mayersdorf mündet es einige hundert Meter nordwestlich der L336 in den Liebochbach, der bald danach nach rechts abknickt. Auf seinem Lauf nimmt das Fuchsbachl von links das Mistkorbwerberbachl auf.
| Zuläufe und Bauwerke \| Fuchsbachl (Liebochbach) \| Fuchsbachl (Liebochbach) \| Fuchsbachl (Liebochbach) \| \| ------------------------ \| ------------------------ \| ------------------------ \| \| Legende \| \| \| \| Hitzendorf \| \| Hitzendorf \| \| \| \| \| \| Landesstraße 336 \| \| \| \| \| \| Mistkorbwerberbachl \| \| Liebochbach \| \| \| |  |                     |
| Fuchsbachl (Liebochbach) |  |                     |
| Legende |  |                     |
| Hitzendorf |  | Hitzendorf          |
| |  |                     |
| Landesstraße 336 |  |                     |
| |  | Mistkorbwerberbachl |
| Liebochbach |  |                     |